# Méray-Horváth Zsófia
Méray-Horváth Zsófia, külföldön Opika von Méray Horváth név alatt ismert, (Arad, 1889. december 30. – Budapest, 1977. április 25.) magyar műkorcsolyázó, háromszoros világbajnok.

## Életpályája
A Budapesti Korcsolyázó Egylet (BKE) színeiben versenyzett. Kronberger Lily mögött 1911-ben még csak ezüstérmes a bécsi világbajnokságon, de a következő három évben Davosban, Stockholmban és St. Moritzban ő lett a világbajnok. Az első világháború a pályafutása végét kényszerítette ki. Később nyelvtanár lett.

## Eredményei
- Világbajnok:
  - 1912. – Davos
  - 1913. – Stockholm
  - 1914. – St. Moritz
- Világbajnoki 2. helyezett:
  - 1911. – Bécs

## Külső hivatkozások
- Magyar életrajzi lexikon